# او-۲۴ (کریگسمارینه)
زیردریایی یو-۲۴ (۱۹۳۶) (به انگلیسی: German submarine U-24 (1936)) یک زیردریایی است که طول آن ۴۲٫۷۰ متر (۱۴۰ فوت ۱ اینچ) می‌باشد. این زیردریایی در سال ۱۹۳۶ ساخته شد.